# Jan Zikmund z Fünfkirchenu
Jan Zikmund z Fünfkirchenu (německy Johann Siegmund Freiherr von Fünfkirchen zu Steinabrunn und Matzem; 1608 – 21. dubna 1650) byl rakouský šlechtic, svobodný pán z Fünfkirchenu a pán na Steinbrunnu a Matzenu v Dolním Rakousku.

## Život
Narodil se jako syn protestantského svobodného pána Jana Bernarda z Fünfkirchenu (1560–1626) a jeho manželky Barbory z Teuffenbach-Maierhofenu (1561–1621), dcery diplomata a vojevůdce Kryštofa z Teufenbachu (1545–1598) a Marie z Harrachu-Rohrau (1551–1598).
Jeho otec byl za panování císaře Rudolfa II. v roce 1602 povýšen na svobodného pána. Později však byl označen za rebela, odsouzen k smrti a jeho majetek byl zabaven.
Jan Zikmund byl dědicem svého nejstaršího bezdětného bratra Jana Kryštofa († 1629), který se stal katolíkem. Jeho mladším bratrem byl bezdětný Hanuš Karel († asi 1643).
V letech 1627 až 1629 Jan Zikmund sloužil v osobní stráži knížete Bedřicha Jindřicha Oranžského a během třicetileté války bojoval proti Habsburkům. Později se vrátil do Rakouska a stal se opět katolíkem.
Jeho strýc, císařský vojevůdce Rudolf von Teufenbach (1582–1653), bratr jeho matky, jednal s císařem Ferdinandem II. a roku 1647 tak Jan Zikmund získal zpět zámek Fünfkirchen a velkou část bývalého majetku.
V letech 1629 až 1726 rod Fünfkirchenů vlastnil také zámek Matzen, který poté jako dědictví připadlo rodu Kinských.

Jan Zikmund z Fünfkirchenu zemřel 21. dubna 1650 ve věku 42 let. Jeho syn Jan Bernard z Fünfkirchenu byl 17. března 1698 císařem Leopoldem I. povýšen do hraběcího stavu.

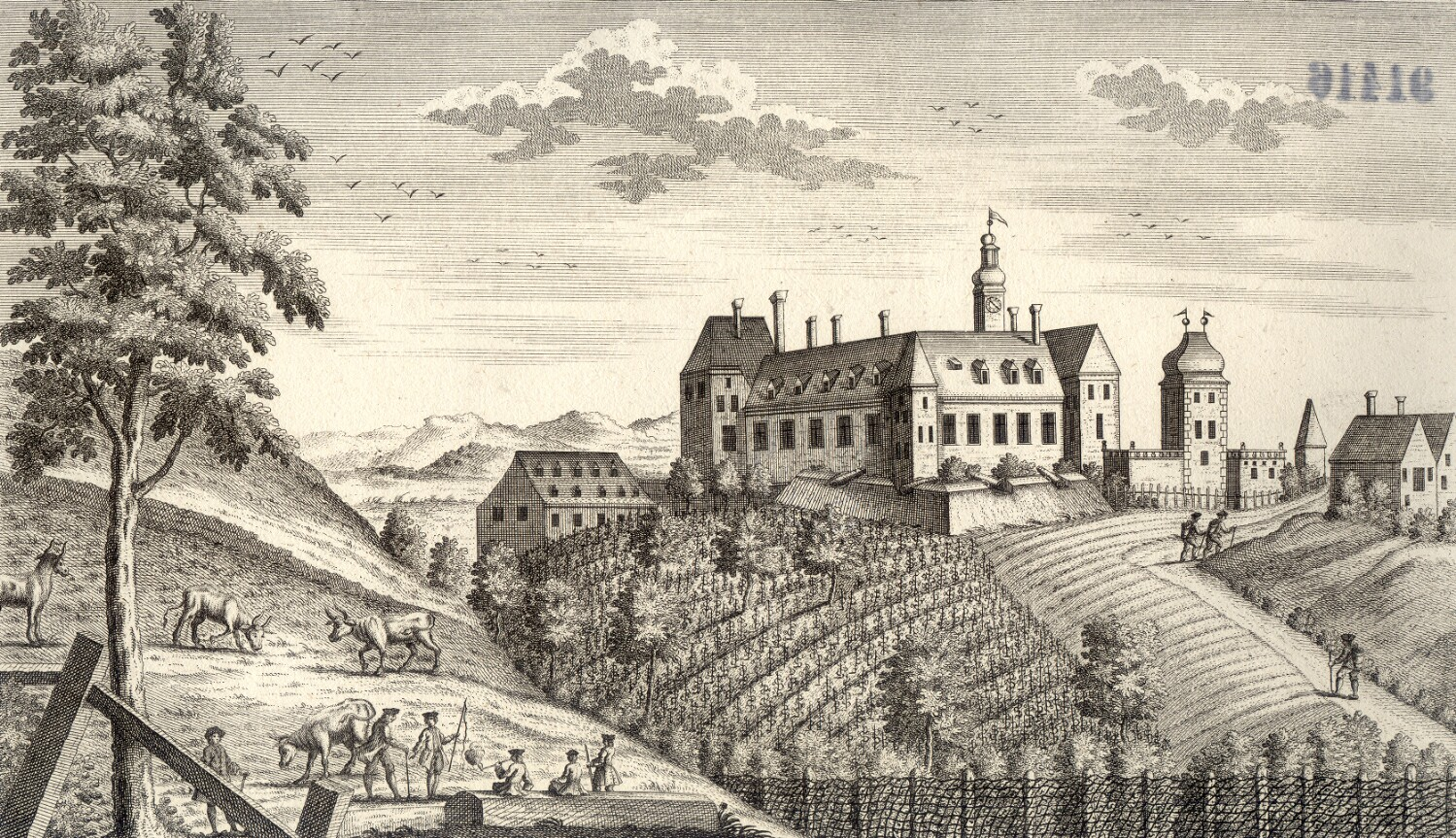
Zámek Fünfkirchen, rodové sídlo v letech 1603 až 1970
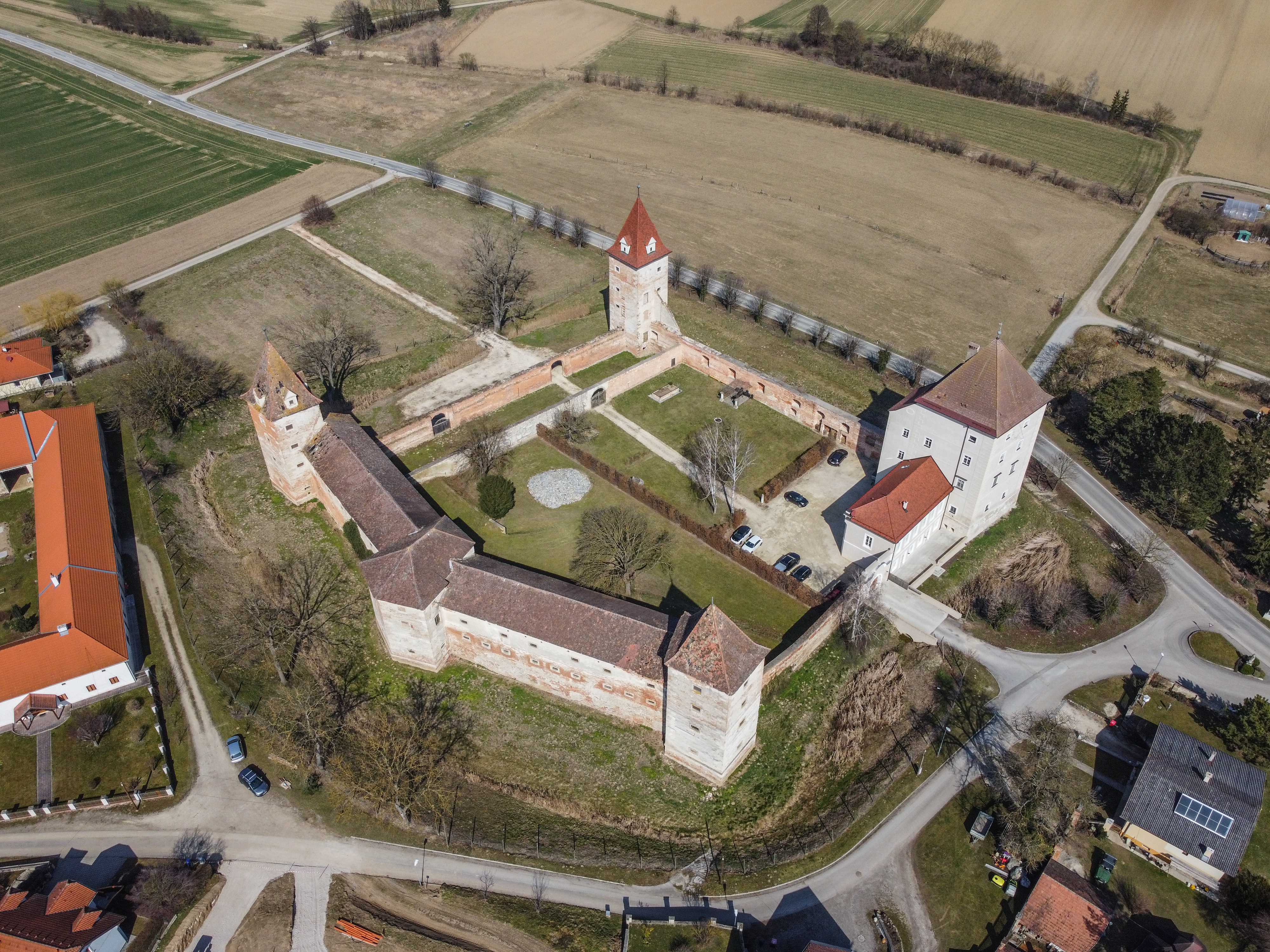
Zámek Steinbrunn
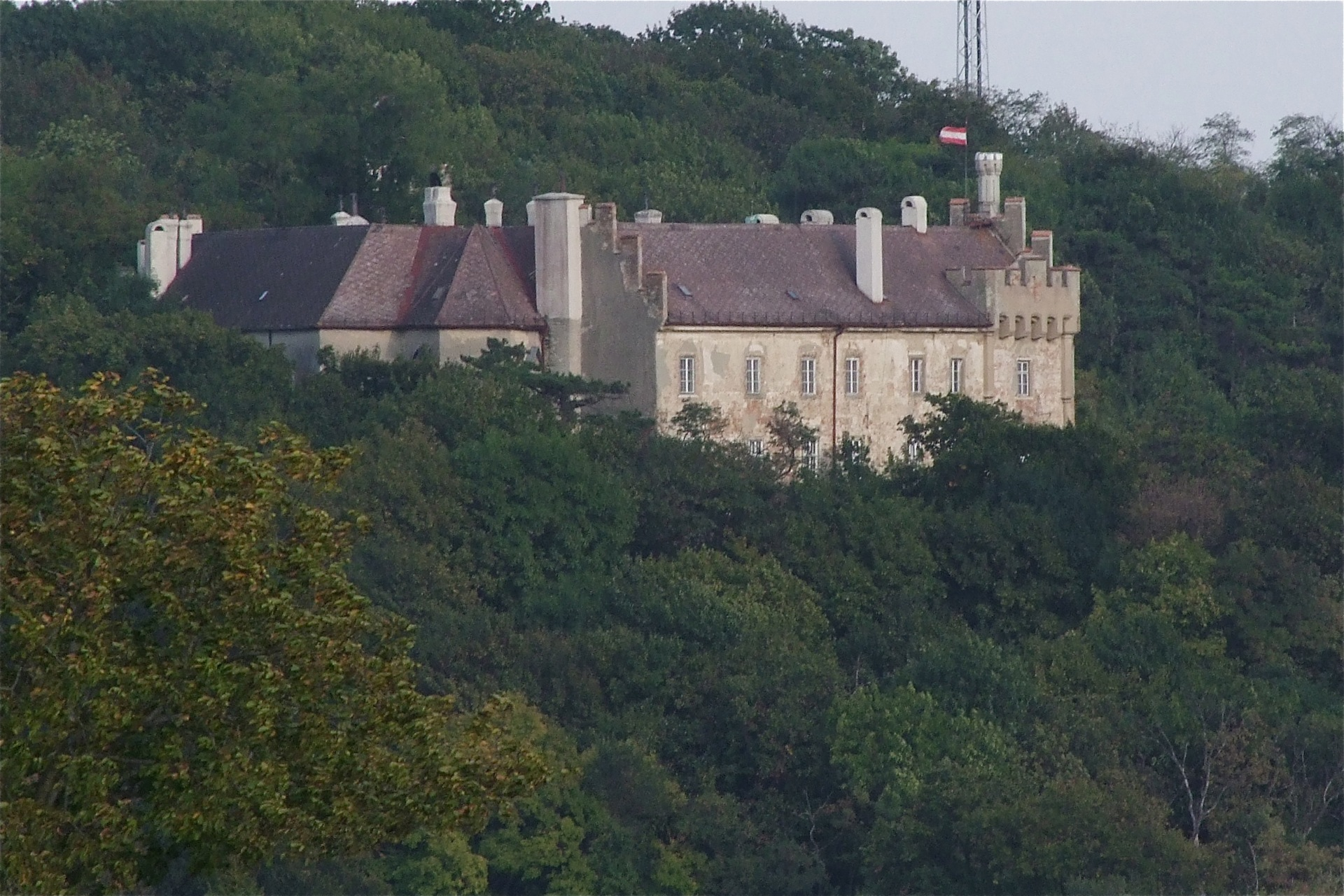
Zámek Matzen

## Manželství a potomstvo
Jan Zikmund z Fünfkirchenu se v roce 1637 oženil s Annou Polyxenou Alžbětou ze Scherffenbergu (31. srpna 1617 Vídeň – 15. února 1658 Vídeň), dcerou Gotharda ze Scherffenbergu (1584–1634) a Anny Zuzany z Kielmanseggu (1596 – 21. ledna 1642). Manželé měli několik dětí:  
- Jan Karel (1630–1694), svobodný pán
- Jan Arnošt (1634–1694), svobodný pán, ženatý 1) od 15. února 1665 s hraběnkou Kateřinou Terezií Slavatovou z Chlumu a Košumberka (6. července 1634 – 11. září 1673), 2) zřejmě od roku 1674/1675 s hraběnkou Marií Terezií Slavatovou z Chlumu a Košumberka (1656 – 28. dubna 1699)
- Jan Bernard z Fünfkirchenu (1644 – 2./12. března 1700, Vídeň), ženatý od 12. března 1668 s hraběnkou Žofií Alžbětou z Hohenfeldu (1639 – 30. srpna 1684)
- Marie Alžběta z Fünfkirchenu (2. března 1645, Vídeň – 18. července 1682, Rannariedl), provdaná v roce 1672 za hraběte Jana Ferdinanda ze Saalburgu († 1723).

Jeho vdova Anna Polyxena Alžběta ze Scherffenbergu se podruhé provdala za svobodného pána Adolfa Viléma z Krosigku († 1657).